# Elymnias konga
Elymnias konga är en fjärilsart som beskrevs av Grose-smith 1889. Elymnias konga ingår i släktet Elymnias och familjen praktfjärilar. Inga underarter finns listade i Catalogue of Life.